# Horacio Espondaburu

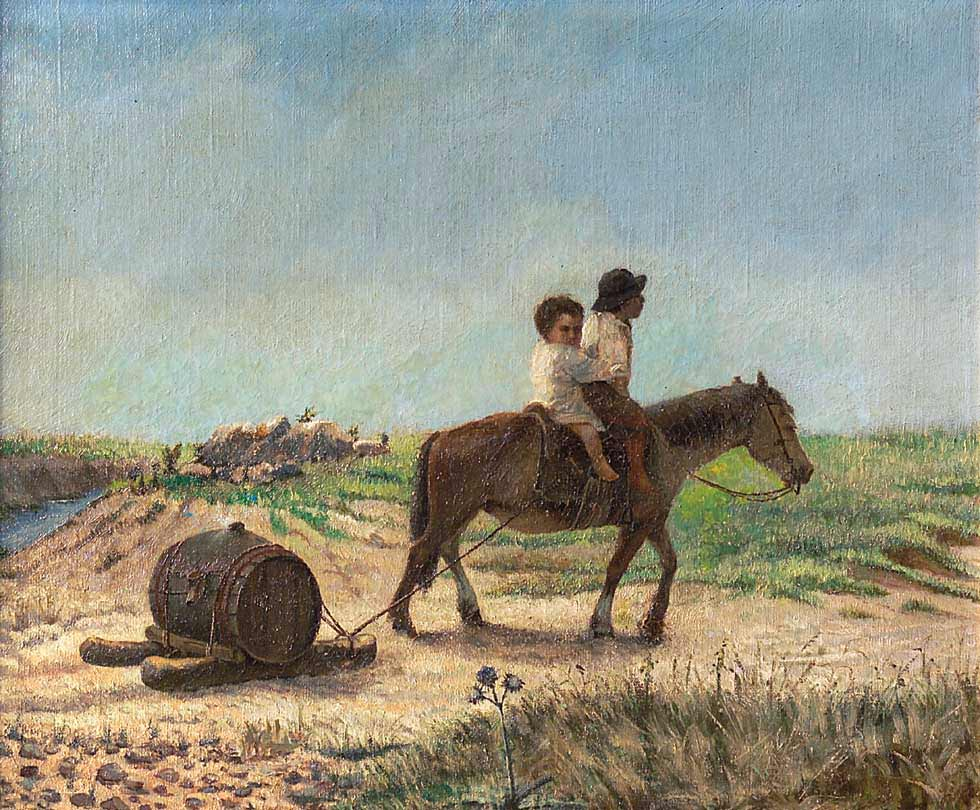
Niños a caballo.

Horacio Espondaburu (Minas, 24 de setembro de 1855 — Montevidéu, 27 de setembro de 1902) foi um pintor uruguaio.